# Jasionów (Basses-Carpates)
Pour les articles homonymes, voir Jasionów.
Jasionów est une localité polonaise de la gmina de Haczów, située dans le powiat de Brzozów en voïvodie des Basses-Carpates.